# Sistema Dos Ojos
Das Sistema Dos Ojos (spanisch ‚System Zwei Augen‘) ist ein Unterwasserhöhlensystem an der karibischen Küste der Yucatán-Halbinsel im mexikanischen Bundesstaat Quintana Roo, nördlich von Tulum. Seit 2018 gilt es als Teil des Unterwasserhöhlensystems Sistema Sac Actun.

## Erforschung
Der spanische Name bezieht sich auf die zwei benachbarten Cenotes, die sich eine gemeinsame Kavernenzone teilen. Die Erforschung des Höhlensystems begann von diesen Cenotes aus. Die dokumentierte Länge des Sistema Dos Ojos beträgt 82,4 km; es steht durch 28 Cenotes mit der Oberfläche in Verbindung. Es galt bis 2018 als das weltweit drittlängste bekannte Unterwasserhöhlensystem nach dem Sistema Ox Bel Ha und dem Sistema Sac Actun. Im Januar 2018 veröffentlichte Forschungen bestätigen die Verbindung der beiden Systeme Sac Actun und Dos Ojos. Seither wird es in das größere Höhlensystem einbezogen.
Die Erforschung von Dos Ojos begann 1986 und ist noch nicht abgeschlossen. Mit 119,1 m befindet sich in Dos Ojos die 1996 entdeckte und 1500 m vom Haupteingang entfernte tiefste Höhlenpassage in Quintana Roo (The Pit). Dos Ojos liegt nördlich und etwa parallel zum Sistema Sac Actun; im August 2012 wurde über eine trockene Passage eine Verbindung im Bereich von Nohoch Nah Chich gefunden.
Dos Ojos ist eine anchialine Höhle, d. h. das tiefer gelegene Meerwasser wird durch Süß- und Brackwasser überlagert; küstennahe Cenotes des Systems werden nach dem Prinzip der kommunizierenden Röhren auch durch die Gezeiten mit beeinflusst. Die Verbindung mit der Karstquelle an der Küste wurde noch nicht gefunden, obwohl in Färbeversuchen ein bedeutender Abfluss zur Lagune Caleta Xel-Ha nachgewiesen werden konnte. Die Wassertemperatur beträgt durchschnittlich 25 °C bei ausgezeichneten Sichtverhältnissen, da das Regenwasser durch den Kalkstein gefiltert wird und durch die nur dünne Humusschicht der Eintrag von Tanninen gering ist.

## Fauna
Außerhalb der Tageslichtzone kommen blinde Höhlenfische Typhichthys spec. vor. Im Bereich des Haloklines wurden zwei Species Remipedia nachgewiesen. Im Höhleninventar befanden sich sowohl Gomphotherien, als auch verbrannte menschlichen Knochen und von Menschen zurückgelassene Gegenständen wie Keramik, sowie Wandmalereien.

## Tourismus und Trivia
Die Dos Ojos Cenotes sind ein beliebter Ort zum Schnorcheln und Grottentauchen, der typischerweise von mehr als hundert Touristen täglich besucht wird.
Dos Ojos wurde 2001 durch den IMAX-Film Journey Into Amazing Caves und 2006 durch die BBC-Dokumentation Planet Erde einer breiteren Öffentlichkeit bekannt. Teile des Films
The Cave von 2005 wurden in Dos Ojos gedreht.